# آنا فالي
آنا فالي (بالإيطالية: Anna Valle)‏ هي متسابقة ملكة الجمال وعارضة وممثلة إيطالية، ولدت في 19 يونيو 1975 في إيطاليا.

## وصلات خارجية
- آنا فالي على موقع IMDb (الإنجليزية)
- آنا فالي على موقع ألو سيني (الفرنسية)
- آنا فالي على موقع أول موفي (الإنجليزية)
- آنا فالي على موقع قاعدة بيانات الأفلام السويدية (السويدية)
- آنا فالي على موقع قاعدة بيانات الفيلم (الإنجليزية)
- آنا فالي على موقع كينوبويسك (الروسية)